# 美國職棒大聯盟年度東山再起球員獎
美國職棒大聯盟年度東山再起球員獎是美國職棒大聯盟的一個年度官方獎項，主要是頒給各聯盟當季重現明星身手的球員。正式名稱為威而鋼美國職棒大聯盟年度東山再起球員獎（Major League Baseball Comeback Player of the Year Award presented by Viagra），自2005年開始頒發，是由大聯盟的官方代表，以及大聯盟官方網站MLB.com的主編們所組成的委員會所共同進行審查。審查會先分別就各聯盟提出一份包含六名球員的簡短名單，再由球迷前往MLB.com投票，票選出最終的得獎球員。
在此之前，《運動新聞報》（The Sporting News）也有一個類似的獎項，即「運動新聞報年度東山再起球員獎」（The Sporting News Comeback Player of the Year Award），設立於1965年。該獎的歷年（1965年－2004年）得主，也收納在此條目中，因為在很長的一段時間裡，它都是唯一眾所皆知的「東山再起」獎項，即使其效力未獲大聯盟官方承認。

## 運動新聞報年度東山再起球員獎
| 年份   | 美國聯盟                          | 國家聯盟                                    |
| ------ | --------------------------------- | ------------------------------------------- |
| 1965年 | 諾姆·凱許1，底特律老虎隊          | 佛恩·勞，匹茲堡海盜隊                       |
| 1966年 | 布格·波威爾1，巴爾的摩金鶯隊      | 菲爾·雷根，洛杉磯道奇隊                     |
| 1967年 | 汀恩·錢斯，明尼蘇達雙城隊         | 麥克·麥考米克，舊金山巨人隊                 |
| 1968年 | 肯·哈雷爾森，波士頓紅襪隊         | 艾力士·強森，辛辛那提紅人隊                 |
| 1969年 | 湯尼·康尼格里亞羅，波士頓紅襪隊   | 湯米·艾吉，紐約大都會隊                     |
| 1970年 | 克萊德·萊特，加州天使隊           | 吉姆·希克曼，芝加哥小熊隊                   |
| 1971年 | 諾姆·凱許2，底特律老虎隊          | 艾爾·唐寧，洛杉磯道奇隊                     |
| 1972年 | 路易斯·提安特，波士頓紅襪隊       | 巴比·托蘭，辛辛那提紅人隊                   |
| 1973年 | 約翰·希勒，底特律老虎隊           | 戴維·強森，亞特蘭大勇士隊                   |
| 1974年 | 費格森·簡金斯，德州遊騎兵隊       | 吉米·溫恩，洛杉磯道奇隊                     |
| 1975年 | 布格·包爾2，克里夫蘭印地安人隊    | 蘭迪·瓊斯，聖地牙哥教士隊                   |
| 1976年 | 道克·艾利斯，紐約洋基隊           | 湯米·約翰，洛杉磯道奇隊                     |
| 1977年 | 艾瑞克·索德霍姆，芝加哥白襪隊     | 威利·麥考維，舊金山巨人隊                   |
| 1978年 | 麥克·考德威爾，密爾瓦基釀酒人隊   | 威利·史塔格爾，匹茲堡海盜隊                 |
| 1979年 | 威利·霍爾頓，西雅圖水手隊         | 盧·布羅克，聖路易紅雀隊                     |
| 1980年 | 麥特·基奧，奧克蘭運動家隊         | 傑瑞·羅伊斯，洛杉磯道奇隊                   |
| 1981年 | 瑞奇·季斯克，西雅圖水手隊         | 巴布·內帕爾，休士頓太空人隊                 |
| 1982年 | 安德里·索頓，克里夫蘭印地安人隊   | 喬·摩根，舊金山巨人隊                       |
| 1983年 | 艾蘭·川默，底特律老虎隊           | 約翰·丹尼，費城費城人隊                     |
| 1984年 | 戴夫·金曼，奧克蘭運動家隊         | 華金·安杜哈爾，聖路易紅雀隊                 |
| 1985年 | 戈爾曼·湯瑪斯，西雅圖水手隊       | 瑞克·瑞伊修，匹茲堡海盜隊                   |
| 1986年 | 約翰·肯達爾拉里亞，加州天使隊     | 雷伊·奈特，紐約大都會隊                     |
| 1987年 | 布瑞特·塞伯海金1，堪薩斯市皇家隊  | 瑞克·沙克里夫1，芝加哥小熊隊                |
| 1988年 | 史托姆·戴維斯，奧克蘭運動家隊     | 提姆·里爾利，洛杉磯道奇隊                   |
| 1989年 | 伯特·布萊勒文，加州天使隊         | 隆尼·史密斯，亞特蘭大勇士隊                 |
| 1990年 | 戴夫·溫菲爾德，加州天使隊         | 約翰·圖德，聖路易紅雀隊                     |
| 1991年 | 荷西·古茲曼，德州遊騎兵隊         | 泰瑞·潘鐸頓，亞特蘭大勇士隊                 |
| 1992年 | 瑞克·沙克里夫2，巴爾的摩金鶯隊    | 蓋瑞·雪菲爾，聖地牙哥教士隊                 |
| 1993年 | 波·傑克森，芝加哥白襪隊           | 安德里斯·賈拉拉加1，科羅拉多落磯隊          |
| 1994年 | 荷西·坎塞柯，奧克蘭運動家隊       | 提姆·沃勒奇，洛杉磯道奇隊                   |
| 1995年 | 提姆·韋克菲爾德，波士頓紅襪隊     | 羅恩·甘特，辛辛那提紅人隊                   |
| 1996年 | 凱文·艾爾斯特，德州遊騎兵隊       | 艾瑞克·戴維斯，辛辛那提紅人隊               |
| 1997年 | 大衛·賈斯提斯，克里夫蘭印地安人隊 | 戴倫·道爾頓，費城費城人以及佛羅里達馬林魚隊 |
| 1998年 | 布瑞特·塞伯海金2，波士頓紅襪隊    | 葛瑞格·佛恩，聖地牙哥教士隊                 |
| 1999年 | 賈許·賈哈，奧克蘭運動家隊         | 瑞奇·韓德森，紐約大都會隊                   |
| 2000年 | 法蘭克·湯瑪斯，芝加哥白襪隊       | 安德里斯·賈拉拉加2，亞特蘭大勇士隊          |
| 2001年 | 魯賓·希埃拉，德州遊騎兵隊         | 麥特·莫里斯，聖路易紅雀隊                   |
| 2002年 | 提姆·賽門，安那罕天使隊           | 麥克·李伯索，費城費城人隊                   |
| 2003年 | 吉爾·米許，西雅圖水手隊           | 哈維·羅培茲，亞特蘭大勇士隊                 |
| 2004年 | 保羅·柯諾可，芝加哥白襪隊         | 克里斯·卡本特，聖路易紅雀隊                 |

註：上標數字表示該球員獲獎次數。

## 大聯盟年度東山再起球員獎
| 年份   | 美國聯盟                             | 國家聯盟                           |
| ------ | ------------------------------------ | ---------------------------------- |
| 2005年 | 傑森·吉昂比，紐約洋基隊              | 肯·小葛瑞菲，辛辛那提紅人隊        |
| 2006年 | 吉姆·湯米，芝加哥白襪隊              | 諾馬·賈西亞帕拉，洛杉磯道奇隊      |
| 2007年 | 卡洛斯·佩尼亞，坦帕灣魔鬼魚隊        | 狄米崔·楊恩，華盛頓國民隊          |
| 2008年 | 克里夫·李，克里夫兰印地安人隊        | 布萊德·李吉，费城费城人隊          |
| 2009年 | 艾伦·希尔，多倫多藍鳥隊              | 克里斯·卡本特，聖路易紅雀隊        |
| 2010年 | 弗朗西斯科·利瑞安诺1，明尼蘇達雙城隊 | 提姆·哈德森，亞特蘭大勇士隊        |
| 2011年 | 雅戈比·艾尔斯布里，波士頓紅襪隊      | 蘭斯·柏克曼，聖路易紅雀隊          |
| 2012年 | 費南多·羅尼，坦帕灣光芒隊            | 巴斯特·波西1，舊金山巨人隊         |
| 2013年 | 馬里安諾·李維拉，紐約洋基隊          | 弗朗西斯科·利瑞安诺2，匹茲堡海盜隊 |
| 2014年 | 克里斯·揚，西雅圖水手隊              | 凱西·麥克基，舊金山巨人隊          |
| 2015年 | 普林斯·菲爾德，德州遊騎兵隊          | 馬特·哈維，紐約大都會隊            |
| 2016年 | 瑞克·波瑟羅，波士頓紅襪隊            | 安東尼·倫登，華盛頓國民隊          |
| 2017年 | 麥克·穆斯塔卡斯，堪薩斯市皇家隊      | 葛雷格·霍蘭德，科羅拉多落磯隊      |
| 2018年 | 大衛·普萊斯，波士頓紅襪隊            | 喬尼·溫特斯，亞特蘭大勇士隊        |
| 2019年 | 卡洛斯·卡拉斯可，克里夫蘭印地安人隊  | 賈許·唐納森，亞特蘭大勇士隊        |
| 2020年 | 薩爾瓦多·培瑞茲，堪薩斯市皇家隊      | 丹尼爾·巴德，科羅拉多落磯隊        |
| 2021年 | 崔伊·曼西尼，巴爾的摩金鶯隊          | 巴斯特·波西2，舊金山巨人隊         |

註：上標數字表示該球員獲獎次數。

## 其他
- 曾經在美聯二度獲獎的球員：
  - 凱許
  - 包爾
  - 塞伯海金
- 曾經在國聯二度獲獎的球員：
  - 賈拉拉加
  - 波西
- 在兩個聯盟都得過獎的：
  - 沙克里夫
  - 利瑞安诺
- 肯·小葛瑞菲和傑森·吉昂比在2005年同時也獲得了運動新聞報年度東山再起球員獎。
- 名人堂球賽播報員以及前球員鮑勃·於克（英语：Bob Uecker）雖然沒得過這個獎，卻常常開玩笑地宣稱自己『連續五年贏得此獎項！』